# Riu Almà
|  | Per a altres significats, vegeu «Riu Alma (Nova Zelanda)». |

L'Almà (en ucraïnès i rus, Альма; en tàrtar de Crimea, Almà) és un petit riu costaner de Rússia (reclamat per Ucraïna) que neix a la muntanya Yaila i discorre cap a l'oest per la República de Crimea i que desemboca a la mar Negra. La seva desembocadura es troba a mig camí entre Ievpatòria i Sebastòpol (a 25 km). Té un curs de 72 km. Almà és la paraula en tàtar de Crimea per a "poma". Prop del riu Almà els exèrcits aliats britànics, francesos i otomans van derrotar els russos a les ordres del príncep Aleksandr Serguéievitx Ménxikov el 20 de setembre de 1854, a la batalla del riu Almà. Es van lliurar importants combats a l'entorn del riu durant la Segona Guerra Mundial, primer durant el Setge de Sebastòpol (1941-1942) per alemanys i romanesos i després en la reconquesta de Crimea pels soviètics.